# آن ماري موس
آن ماري موس هي معلمة موسيقى ومغنية كندية، ولدت في 6 فبراير 1935 في تورونتو في كندا، وتوفيت في 29 فبراير 2012.

## وصلات خارجية
- آن ماري موس على موقع IMDb (الإنجليزية)
- آن ماري موس على موقع أول ميوزيك (الإنجليزية)
- آن ماري موس على موقع ديسكوغز (الإنجليزية)